# Stains

Położenie Stains w ramach aglomeracji paryskiej

Stains – miejscowość i gmina we Francji, w regionie Île-de-France, w departamencie Sekwana-Saint-Denis.
Według danych na rok 1990 gminę zamieszkiwało 34 879 osób, a gęstość zaludnienia wynosiła 6471 osób/km² (wśród 1287 gmin regionu Île-de-France Stains plasuje się na 62. miejscu pod względem liczby ludności, natomiast pod względem powierzchni na miejscu 648.).